# Natalie O. Warren
Die Natalie O. Warren war einer der ersten Gastanker.

## Geschichte
Gegen Ende des Zweiten Weltkrieges machte die Warren Petroleum Corporation aus Tulsa in Oklahoma den steigenden Transportbedarf an Flüssiggas aus, das bis dahin in einzelnen Tanks an Deck von Stückgutschiffen transportiert wurde. Sie beauftragte die Werft Pennsylvania Shipyards in Beaumont, Texas mit dem Entwurf und Bau eines neuartigen Spezialschiffs, welches ausschließlich Flüssiggas transportieren sollte. 1946 erwarb Warren Petroleum das im Februar 1944 bei der Werft Pusey & Jones in Wilmington fertiggestellte C1-A-Schiff Cape Diamond um es umbauen zu lassen. Im Sommer 1947 hatte Pennsylvania Shipyards die Pläne fertiggestellt, übernahm die Cape Diamond und baute sie in den folgenden fünf Monaten zu einem der ersten LPG-Tanker der Welt um.
Im November 1947 nahm das Schiff unter seinem neuen Namen Natalie O. Warren den Liniendienst zwischen Houston und New York auf. Nach vierzehn Dienstjahren für Warren Petroleum wurde das Schiff an einen weiteren Pionier der Gasverschiffung, Oivind Lorentzen, veräußert. Dieser setzte das Schiff von 1961 bis Ende 1966 unter dem Namen Mundogaz West im Handel zwischen West Indies-Curacao und der südamerikanischen Ostküste ein. Am 15. Januar 1967 erreichte die Mundogaz West das spanische Vigo, wo es verschrottet werden sollte. Sie wurde aber später nach Santander gebracht, wo sie schließlich am 30. Juni 1967 zum Abbruch eintraf.

## Technik
Beim Bau der Natalie O. Warren existierten noch keine Vorschriften seitens der Klassifikationsgesellschaften. Daher mussten insbesondere in der Planungsphase eine ganze Reihe von Problemen bewältigt werden. So wurden beispielsweise alle Schweißnähte mit Magnetpulver getestet und alle Schweißnähte mit einer Dicke über 3,5 Zentimeter zusätzlich geröntgt. Das Schiff gehörte zum ältesten Gastankertyp, der seine Ladung bei Umgebungstemperatur transportierte. Die Gase wurden mit rund 17–18 bar Druck verflüssigt. Um diesem Druck standzuhalten, waren die Wände der Ladetanks sehr dick. Die einzelnen Tanks wogen bis zu 50 Tonnen und verliehen dem Schiff ein hohes Eigengewicht. Die 68 aufrecht stehenden zylindrischen Ladetanks besaßen einen Durchmesser zwischen 2,43 und knapp vier Metern und waren zwischen 7,62 und 14,63 Meter hoch. Daher nutzen sie das Volumen des Schiffskörpers nicht voll aus, was die Ladekapazität im Vergleich zum vorhandenen Schiffsraum minderte. Die Natalie O. Warren besaß weniger als 4500 m³ Ladetankvolumen.